# Somatina anaemica
Somatina anaemica là một loài bướm đêm trong họ Geometridae.